# 吉村昭記念文学館
吉村昭記念文学館（よしむらあきら きねんぶんがくかん）は、東京都荒川区にある作家吉村昭の記念館。

## 概要
1992年に吉村昭が荒川区区民栄誉賞を受賞したことと連動して日暮里図書館内に吉村昭コーナーを設置するなど、吉村生誕の地である荒川区は吉村文学の紹介に務めていたが、吉村自身が税金を使って文学館を作ることに難色を示しており、単独での文学館は無かった。公共施設の一角に吉村を紹介する形であれば良いという生前の意向をもとに、2006年に敷地を購入し、吉村の死後に文学館設置の構想内容が固まり、複合施設であるゆいの森あらかわ内に書斎などを復元した文学館が2017年3月実現した。津村節子からの遺品の寄託を受けている。死没地である三鷹市にも書斎を移築し、三鷹市立吉村昭書斎を建設する動きがある。前身となる吉村昭コーナーには2013年6月に天皇明仁が行幸した。

## アクセス
- 都電荒川線荒川二丁目停留場 徒歩1分
- 東京メトロ千代田線・京成本線町屋駅 徒歩8分